# Enoki (lớp tàu khu trục)
Lớp tàu khu trục Enoki (tiếng Nhật: 榎型駆逐艦 - Enokigata kuchikukan) là một lớp bao gồm sáu tàu khu trục hạng nhì của Hải quân Đế quốc Nhật Bản được chế tạo trong giai đoạn kết thúc Chiến tranh Thế giới thứ nhất. Giống như lớp Momo trước đó, mọi chiếc trong lớp được đặt tên theo các loài cây. Vì Enoki và Nara được đưa vào hoạt động cùng một ngày, lớp này đôi khi còn được gọi là lớp Nara. Chúng chỉ phục vụ trong những năm giữa hai cuộc thế chiến và được cho nghỉ hưu vào giữa những năm 1930.

## Bối cảnh
Với việc đa số các tàu khu trục được bố trí sang Địa Trung Hải, như là phần đóng góp của Nhật Bản vào những nỗ lực trong chiến tranh chống lại Đế quốc Đức của Liên minh Anh-Nhật, Hải quân Đế quốc Nhật Bản đã đề nghị Nội các Nhật Bản chuẩn y một ngân khoản mua sắm khẩn cấp tương tự như khoản từng được cấp trong cuộc Chiến tranh Nga-Nhật cho việc chế tạo lớp tàu khu trục Kamikaze (1905). Ngân quỹ được cung cấp trong năm tài chính 1917; nhưng với sự lo ngại khi từng chứng kiến lớp Kamikaze trong thực tế đã không thể hoàn tất trước khi cuộc chiến kết thúc, chính phủ quy định ngân khoản khẩn cấp này chỉ được sử dụng trong một thời hạn sáu tháng.
Đơn đặt hàng cho sáu chiếc tàu khu trục được phân chia cho bốn xưởng hải quân chủ yếu: một cho Yokosuka, hai cho Kure, hai cho Sasebo và một cho Maizuru.

## Thiết kế
Với một khung thời gian bị giới hạn như thế cho việc sử dụng ngân khoản, Hải quân Nhật không thể dành nhiều thời gian cho việc thiết kế một lớp tàu mới. Do đó, bản vẽ của lớp Momo được phân phát đến mỗi xưởng đóng tàu, kèm theo chỉ thị đóng một con tàu tương tự chỉ với sự khác biệt là vỏ giáp và cấu trúc của mũi tàu chắc chắn hơn. Kinh nghiệm khi được bố trí hoạt động ở nước ngoài trong Thế Chiến I cho thấy trong việc đóng tàu khu trục, Hải quân Nhật cần phải gia cường thêm lườn và mũi tàu để chịu đựng khi biển động. Kết quả là sự ra đời của một con tàu hầu như y hệt với lớp Momo, nhưng có trọng lượng rẽ nước nặng hơn gần 15 tấn.
Bên trong, cả sáu con tàu đều sử dụng động cơ turbine hơi nước Brown-Curtis, có thể đốt cả dầu nặng hoặc than làm nguồn động lực. Vũ khí trang bị cũng tương tự như của lớp Momo, với ba khẩu hải pháo QF 119 mm (4,7 inch) Mk I – IV bố trí trên các bệ đặt dọc theo trục giữa của con tàu ở các vị trí trước, giữa và đuôi tàu, cùng với hai ống phóng ngư lôi ba nòng.

## Lịch sử hoạt động
Những tàu khu trục thuộc lớp Enoki đã hoạt động vào giai đoạn cuối cùng của Thế Chiến I, khi chúng hầu như chỉ được bố trí tại các vùng biển nhà gần chính quốc Nhật Bản. Enoki và Nara được cải biến thành những tàu quét mìn vào ngày 1 tháng 6 năm 1930. Bốn chiếc còn lại được cho nghỉ hưu vào ngày 1 tháng 4 năm 1934.

## Những chiếc trong lớp
| Tàu          | Đặt lườn             | Hạ thủy              | Hoạt động           | Số phận                                                                       |
| Enoki (榎)   | 1 tháng 10 năm 1917  | 5 tháng 3 năm 1918   | 30 tháng 4 năm 1918 | Xếp lại lớp Tàu quét mìn W-10 1 tháng 6 năm 1930 Giải giáp 1 tháng 1 năm 1936 |
| Maki (槇)    | 16 tháng 10 năm 1917 | 28 tháng 12 năm 1917 | 7 tháng 4 năm 1918  | Nghỉ hưu 1 tháng 4 năm 1934                                                   |
| Keyaki (欅)  | 16 tháng 10 năm 1917 | 15 tháng 1 năm 1918  | 20 tháng 4 năm 1918 | Nghỉ hưu 1 tháng 4 năm 1934                                                   |
| Kuwa (桑)    | 5 tháng 11 năm 1917  | 23 tháng 2 năm 1918  | 31 tháng 3 năm 1918 | Nghỉ hưu 1 tháng 4 năm 1934                                                   |
| Tsubaki (椿) | 5 tháng 11 năm 1917  | 23 tháng 2 năm 1918  | 30 tháng 4 năm 1918 | Nghỉ hưu 1 tháng 4 năm 1934                                                   |
| Nara (楢)    | 8 tháng 11 năm 1917  | 28 tháng 3 năm 1918  | 30 tháng 4 năm 1918 | Xếp lại lớp Tàu quét mìn W-9 1 tháng 6 năm 1930 Giải giáp 1 tháng 4 năm 1936  |